# Деше, Александр
(Ипполи́т) Луи́ Алекса́ндр Деше́ (фр. (Hyppolyte) Louis Alexandre Dechet, также: фр. Dechez; Лион, Франция, 20 января 1801 — Лир, Бельгия, 18 октября 1830) — французский актёр, поэт, автор гимна Бельгии. Также известен под псевдонимом Женнева́ль (фр. Jenneval, реже фр. Genneval или фр. Genval), возможно, по пьесе «Женневаль, или французский Барневель» (фр. Jenneval, ou le Barnevelt français, 1778) Луи Себастьена Мерсье.

## Биография
Получив хорошее образование и проведя два года на службе в парижском банке шевалье Деше решил посвятить себя театру. Он начал актёрскую карьеру в Аяччо в 1824 году и затем продолжил её в Марселе. 27 мая 1826 года он дебютировал на сцене парижского «Одеона» в роли Шарля в пятиактной комедии Александра Дюваля «Домашний тиран» (фр. «Tyran domestique», 1805), а 1 июня того же года он сыграл роль Дорсэ в трехактной комедии Луи-Бенуа Пикара, Алексиса Ваффляра и Жозефа-Дезире Фюльжанс де Бюри «Две семьи». Затем Деше выступал в Лилле, а в сезоне 1828—1829 играл роли первых любовников в брюссельском театре «Ла Монне». «Journal de la Belgique» писала о приятном сценическом присутствии актёра и упоминала снисканные им аплодисменты при исполнении роли молодого драматурга Виктора в «Комедиантах» Казимира Делавиня (29 апреля 1828 года). Несколько глуховатому голосу Женневаля иногда, по мнению «Journal de la Belgique», не хватало силы, но его артикуляция была внятной и отчётливой. За «Комедиантами» последовали роли Сен-Альма в пятиактной комедии Буйи о жизни аббата де л’Эпе (1 мая) и герцога Эльмара в «Школе стариков», ещё одной пьесе Делавиня (6 мая).
9 октября 1829 года Женневаль сыграл роль барона в брюссельской постановке пьесы «Барон у Мольера» Проспера Нуае. Тем не менее, в январе 1830 года он тайком отправился в Париж, чтобы попытать судьбу на подмостках «Комеди Франсэз». Попытка оказалась успешной — «Gazette générale des Pays-Bas» писала:

Публика и пресса единодушно усмотрели в нём и душу, и разнообразие дикции, и честолюбие, и, главное, необходимый возраст, что означает, по крайней мере, как нас уверяют, что там на него есть виды на 1831 год.
Оригинальный текст (фр.)spectateurs et journalistes se sont accordés à lui trouver de l'âme, une diction variée, de l'aplomb et surtout l'âge requis pour attendre son tour, ce qui veut dire, du moins on l'assure, que l'on a là-bas des vues sur lui pour 1831.

В том же году к Женневалю пришёл успех и в самом Брюсселе: в роли Нерона в трагедии «Пир Нерона» Александра Суме и Луи Бельмонте.
В сезоне 1830—1831 Женневаль всё ещё формально считался членом труппы «Ла Монне», однако и для него самого, и для Бельгии, конец лета и осень 1830 стали в первую очередь периодом революционной деятельности. После завершения июльской революции в Париже, Женневаль вернулся в Брюссель, в «Ла Монне», где 25 августа представлением «Немой из Портичи» со знаменитой арией «Amour sacré pour la patrie» началась Бельгийская революция. События в театре привели к приостановлению спектаклей до 12 сентября, а воодушевлённый происходящим Женневаль вступил вместе с другими актёрами в ряды городской дружины. В августе—сентябре 1830 Женневаль принял деятельное участие в боях за независимость Бельгии: он не только написал ставшую гимном Бельгии «Брабансонну» (см. ниже), но и участвовал в уличных боях в Брюсселе (23—26 сентября).
10 октября 1830 года Женневаль участвовал в благотворительной постановке пятиактной драмы Фенульо де Фальбер-де-Кэнсэ «Честный преступник»: доходы от постановки были переданы раненым. 14 октября в составе повстанческой группы Женневаль выступил в Лир. По воспоминаниям матери Женневаля, он считал своё участие в боевых действиях не более чем «военной прогулкой». 18 октября Женневаль погиб у Лира в сражении с нидерландскими войсками: он стремился точнее вести огонь и, увлечённый пылом битвы, не заметил, что подставил себя под пули противника. Его задела одна из последних пуль боя.
Женневаль был похоронен 24 октября в Брюсселе на площади Павших. Отпевание Женневаля состоялось 5 ноября 1830 года в церкви св. Гудулы. Матери актёра была назначена пенсия, а 4 января 1831 года актёры «Ла Монне» дали спектакль в её пользу.

### Семья
Отец Женневаля был капитаном армии Наполеона.
Единоутробным братом Деше был драматург Ламарш (фр. Lamarche, иногда фр. H. de la Marche), переработавший «Венецианского купца» Шекспира в трёхактную драму для постановки в «Одеоне». Среди прочего, Ламарш опустил V акт, а в четвёртом акте Порцию сопровождала не Нерисса, а Джессика. В рецензии от 6 июня 1830 года «Journal des Comédiens» писал, что желание Ламарша свести пьесу к необходимому минимуму охладило её и лишило персонажей оригинальности. Тем не менее, Патридж указывает и на ряд литературных достоинств этого переложения.
Сын Женневаля
, также известный под этим же псевдонимом, — французский актёр, известный как «провинциальный Леметр».

## Поэзия Женневаля

### Брабансонна

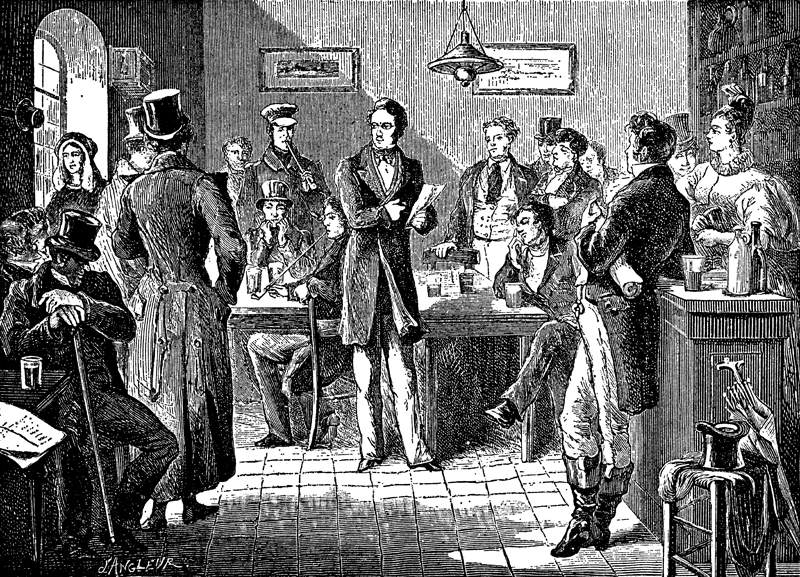
Женневаль читает «Брабансонну». Литография

К запланированному на 12 сентября 1830 года возобновлению в спектаклей «Ла Монне» Женневаль написал стихотворение, названное им La Bruxelloise. Печатник Жан-Жозеф Жоре обратил внимание Женневаля на то, что песня с таким названием уже существовала, и предложил назвать её Брабансонной, то есть, не по городу, но по региону. Поскольку музыки у текста Женневаля ещё не было, Жоре воспользовался популярной мелодией песни «Польские уланы» (фр. Les lanciers polonais) на слова Эжена де Праделя, в свою очередь заимствованной у песни «Безупречный магистрат» (фр. Magistrat irréprochable). Эту же мелодию Беранже использовал, среди прочего, в «Дураках» и в «Молитве эпикурейца». Авторство музыки приписывается Вихту (фр. Wicht), создавшему её для комедии «Господин Гийом или неизвестный путешественник» (фр. Monsieur Guillaume ou le Voyageur inconnu, 1801). Музыка Вихта вошла в популярный песенный сборник «Ключ от погребка», откуда её и позаимствовал Прадель.
Первая версия Женневаля была создана в конце августа, когда брабантские революционеры ещё надеялись на то, что король Нидерландов Вильгельм пойдёт на уступки.

Да, гордые дети Бельгии

Поднятые прекрасным порывом

Нашим патриотическим устремлениям

Сужден великий успех 

Сохраним оружие, покуда ничего не изменится

Сохраним те же желания

И мы увидим расцвет апельсина

На дереве свободы
Оригинальный текст (фр.)Oui, fiers enfants de la Belgique

Qu'un beau délire a soulevés

A notre élan patriotique

De grands succès sont reservés

Restons armés, que rien ne change

Gardons la même volonté

Et nous verrons fleurir l'Orange

Sur l'arbre de la Liberté.

Упомянутый выше апельсин (фр. orange) является отсылкой к Оранскому дому: Оранский дом получил название по княжеству Оранж, центр которого, город Оранж, некогда был центром торговли апельсинами и обязан им своим названием.
Тем не менее, ситуация не улучшалась, Вильгельм на уступки не шёл и новая версия «Брабансонны», всё ещё на мотив «Польских уланов» уже призывала привить апельсин к дереву свободы (фр. Amis, il faut greffer l'Orange \\ Sur l'arbre de la Liberté). 12 сентября эта версия «Брабансонны» была по требованию публики исполнена одним из певцов вновь открывшегося театра «Ла Монне».
В сентябре Вильгельм принял решение о вводе войск в Брюссель, что повлекло за собой четыре дня (23—26 сентября) ожесточённых столкновений между войсками и повстанцами. Женневаль принимал непосредственное участие в уличных боях. Третий (и последний из созданных Женневалем) вариант «Брабансонны» уже не оставляет апельсину никаких надежд:

Артиллерийские выстрелы разбили Апельсин

О дерево Свободы!
Оригинальный текст (фр.)La mitraille a brisé l'Orange

Sur arbre de Liberté!

28 сентября 1830 года стихи Женневаля были положены на написанную специально для этого музыку Франсуа Ван Кампенхаута, а 4 октября была объявлена независимость Бельгии.
Несмотря на то, что название «Брабансонна» указывает на Брабант, конкретных отсылок к событиям в Брабанте в ней нет. Более того, подобные песни возникали по всему югу Нидерландов: в Льеже, Турне, Генте и Брюгге, однако и наличие этих вариантов, по мнению Рейнебо, указывает на распространённость революционных идей, нежели на наличие региональной специфики.
Нормализация отношений между Бельгией и Нидерландами, начавшаяся Лондонским договором 1839 года, сделала нападки на Оранский дом в «Брабансонне» неуместными, и текст был изменён: сначала в 1852 году, а затем ещё раз в 1860 году. В этой версии постулировалась дружба между свободными народами, а голландцы назывались давно разлучёнными братьями. Ей же сегодняшняя французская версия обязана рефреном «Le Roi, la Loi, la Liberté».

### «Études poétiques»
Стараниями матери Деше в 1831 году вышел поэтический сборник «Études poétiques, dédiées a ses frères d’armes par sa mère», в который в том числе вошли «Призрак», «Гимн жителям Льежа», «Пробуждение петуха», «Юный больной» и «Невеста». Критика указывала, что хотя стихи и не лишены недостатков, они не предназначались автором к публикации и могли бы быть улучшены, если бы судьба автора сие позволила. Сегодняшние исследователи ценят стихи Женневаля именно за их несоответствие канонам эпохи, считавшееся современниками их недостатком: за рядом исключений, таких как «Призрак», свидетельствующих о значимости для автора темы смерти, Женневалю удаётся отойти как от риторики классицизма, так и от чрезмерности романтического пафоса; в его стихах, как правило, нет отсылок к античной мифологии, характерных для Ламарша, а стихотворные формы использовались им в отрыве от традиционной для них тематики. Так, патриотические стихи иногда могли приобрести форму баллады, пасторали или марша.
В своем творчестве Женневаль испытал влияние политических сатир Беранже: для него характерны требования свободы народов и равенства сословий (но не полов: фр. "les femmes plaisent sans aimer, un homme aime rarement sans plaire"), соединяющиеся с экзистенциальной печалью. Даже в панегирике, написанном на смерть героя, он воспринимает мир как театр с плохими актёрами.
С точки зрения формы, стихи Женневаля близки к поэзии Шенье и Барбье: как и они, Женневаль предпочитал ямб.

## Память

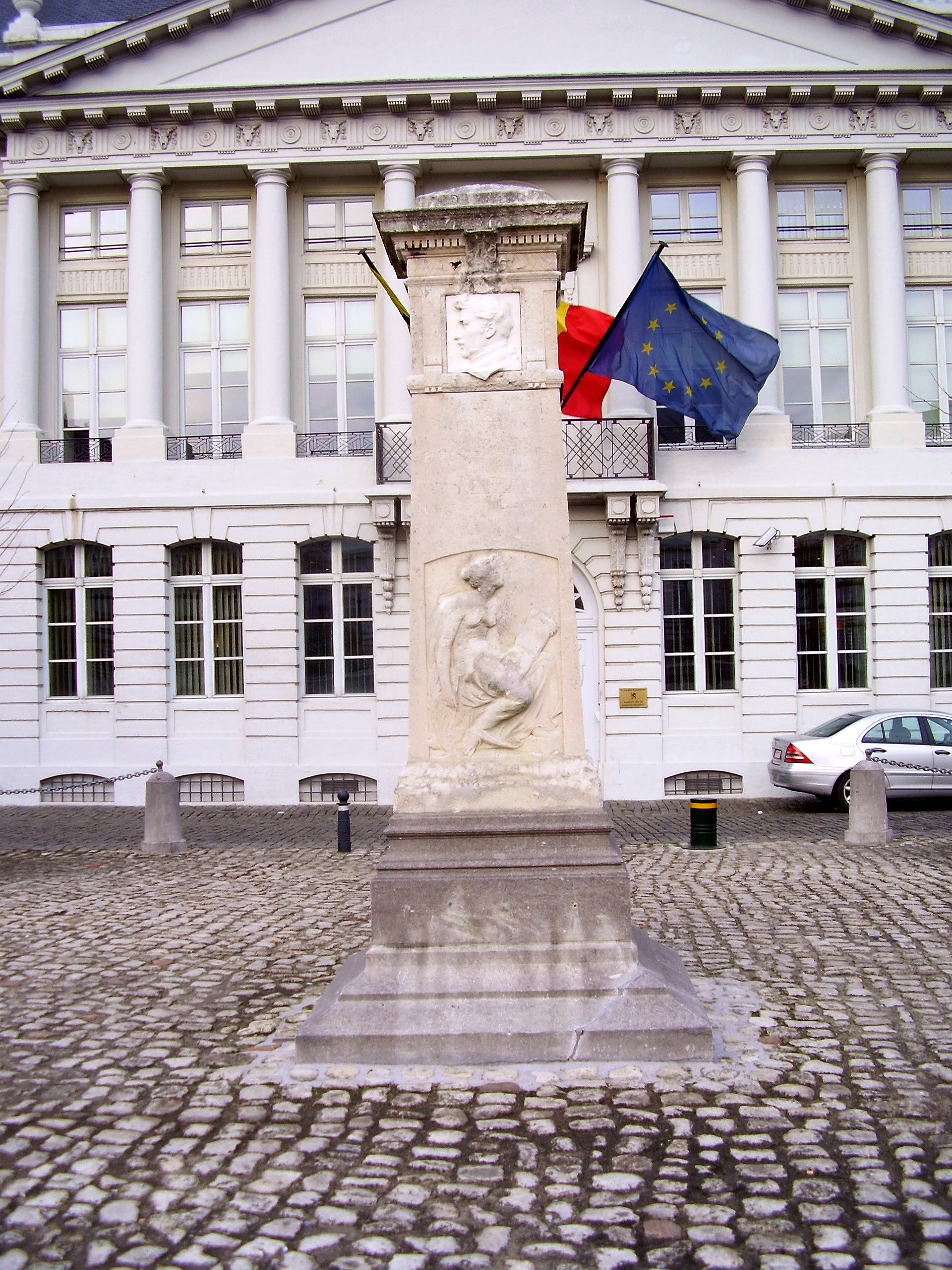
Мемориальная колонна в Брюсселе

На смерть Женневаля был написан ряд песен, а Ламарш, брат покойного, добавил в память о нём ещё один куплет к «Брабансонне».
25 сентября 1833 года в Брюсселе на площади Павших, где похоронен Женневаль, был установлен бюст Деше работы Йозефа Гефса и Тилемана Франциска Сюйса. Бюст не сохранился — вероятно, он был демонтирован в ходе перепланировки площади в 1838 году.
В 1897 году на том же месте в Брюсселе в честь Деше была возведена мемориальная колонна. Монумент был создан Эмилем Ансьйо, скульптурный портрет Женневаля был выполнен Альфредом Криком. На монументе выбита надпись на французском и нидерландском: «Женневалю \\ Поэту „Брабансонны“ \\ Погибшему за независимость \\ От Брюсселя \\ 23 сентября 1897». Возведение памятника вызвало протест в определённых кругах: 16 апреля 1898 года правление фламандского культурного объединения Willemsfonds указывало, что подобный монумент задевает чувства многих бельгийцев и «наших нидерландских соседей». Похожей позиции придерживался и ряд профламандских газет, таких как «Handelsblad van Antwerpen». В ответной реакции городские власти Брюсселя подчеркивали, что празднования бельгийской независимости утратили антинидерландскую направленность.
Культ павших в борьбе за независимость Бельгии считался в конце XIX века существенным элементом в воспитании патриотизма: в сентябре для школьников организовывались ежегодные экскурсии к монументу, в «Ла Монне» специально для них давали «Немую из Портичи», при этом «Amour sacré pour la patrie» исполнялась не только певцом, но и хором самих школьников. И сегодня история создания «Брабансонны» входит в бельгийские учебники музыки и истории.
В память о Женневале названы улицы в Брюсселе, Антверпене и Шарлеруа.